# Kościół św. Jana Chrzciciela w Olszówce
Kościół św. Jana Chrzciciela w Olszówce – murowana świątynia rzymskokatolicka, pełniąca funkcję kościoła parafialnego parafii św. Jana Chrzciciela w Olszówce.

## Historia
Kościół zbudowano w latach 1982-1988, aby zapewnić godne miejsce do modlitwy dla szybko rozwijającej się parafii, której nie wystarczał już zabytkowy drewniany kościółek. Poświęcony został w 1988 roku.

## Architektura i wnętrze
Kościół w Olszówce to świątynia murowana, jednonawowa, z dwuspadowym dachem krytym blachą.
W ołtarzu głównym znajduje się obraz Chrzest Jezusa w Jordanie. Ołtarz ofiarny zdobi płaskorzeźba Ostatnia Wieczerza. 
Po lewej stronie ołtarza znajduje się kaplica boczna, a w niej figura Matki Bożej Fatimskiej oraz obrazy Święta Rodzina i Jezus Miłosierny.